# Lijst van burgemeesters van Hedikhuizen
Dit is een lijst van burgemeesters van de voormalige Nederlandse gemeente Hedikhuizen tot die gemeente in 1935 opging in de gemeenten Heusden en Vlijmen.
| Ambtsperiode | Naam burgemeester                       | Partij of stroming | Bijzonderheden                             |
| ------------ | --------------------------------------- | ------------------ | ------------------------------------------ |
| 18?? - 1854? | Hendrik Cornelis de Jongh               |                    | tevens burgemeester van Herpt (1838-1854?) |
| 1854 - 1857  | Hermanus (H.) van Falier                |                    |                                            |
| 1858 - 1862  | J. van Heesbeen                         |                    |                                            |
| 1862 - 1884  | M. van Hooff                            |                    |                                            |
| 1884 - 1892  | Petrus Antonius Luijben                 |                    |                                            |
| 1892 - 1913  | Adriaan (A.) van der Geld               |                    |                                            |
| 1913 - 1930  | Johannes Martinus Adrianus van Bokhoven |                    |                                            |
| 1930 - 1935  | J.A.J. van Heereveld                    |                    | later burgemeester van Nieuw-Vossemeer     |